# Capistrano, Ceará
Capistrano este un oraș în statul Ceará (CE) din Brazilia.